# Negota (Sotla)
Negota, tudi Negot, je potok v občini Brežice, ki se kot zadnji desni pritok izliva v reko Sotla (izliv je na Hrvaškem). Levi pritok Negote je potok Struga, sicer pa je preko drenacijskih kanalov povezana tudi z ostalimi okoliškimi potoki, predvsem pa s potokom Gabernica.